# Code Lyoko : Plongez vers l'infini
Code Lyoko : Plongez vers l'infini (Code Lyoko Quest for Infinity) est un jeu vidéo développé par Neko Entertainment sorti en 2007 sur Wii, PlayStation 2 et PlayStation Portable, basé sur la série télévisée d'animation Code Lyoko.

## Histoire
Le scénario du jeu se déroule parallèlement à celui de la saison 4 de Code Lyoko sans le suivre exactement. Les héros, avec leur nouvel équipement, doivent secourir William tombé dans les griffes de XANA. À la différence de la série, le jeu propose de nombreux nouveaux concepts comme l'apparition de nouveaux monstres et un nouveau territoire.
L'histoire du jeu commence avec l'achèvement de la recréation de Lyoko par Jérémie et à la création du Skidbladnir, le vaisseau/sous-marin virtuel qui doit permettre aux Lyoko-guerriers de plonger dans la Mer Numérique à la recherche de William et de XANA.
C'est lors du voyage d'inauguration du vaisseau que les héros découvriront les Réplikas, des mondes virtuels créés par XANA ; chacun d'entre eux est la réplique d'un des territoires de surface de Lyoko. Tout en déjouant les attaques de XANA sur Terre, les Lyoko-guerriers vont s'attaquer aux Réplikas. Ils détruiront les Réplikas Désert et Banquise grâce au code Chiméra.
Les héros découvriront un Réplika ne ressemblant à aucun des territoires de Lyoko : le Réplika Volcan qui sera très important dans la suite de l'histoire.
Bientôt, les Lyoko-guerriers devront changer de stratégie : le code Chiméra détruit les Réplikas, mais laisse les supercalculateurs (infectés par XANA) qui les génèrent intacts. Les Supercalculateurs Désert et Banquise ont été réassignés au Réplika Volcan, ce qui en augmente la puissance.
Les héros devront donc utiliser le procédé de Translation qui leur permet de se matérialiser sous forme de spectres polymorphes à l'image de leurs avatars sur Lyoko tout en conservant leurs armes et pouvoirs. Le but sera de détruire les supercalculateurs après avoir réussi à détruire les différents robots et autres créatures créées par XANA dans les laboratoires contenant les supercalculateurs et qu'il utilisera pour défendre ses supercalculateurs.
Franz Hopper fournira aux Lyoko-Guerriers des informations leur permettant de localiser William sur le Réplika Volcan. Les héros doivent se translater pour atteindre le supercalculateur Volcan pour entrer un programme qui pourra libérer William une fois ce dernier dévirtualisé. L'opération réussira et le supercalculateur Volcan (le dernier restant pour XANA) sera également détruit dans le processus par le programme libérateur.

## Différences principales avec la série

### Nouveaux monstres
En plus des monstres récurrents de la série, s'ajoutent de nouveaux monstres inédits ainsi que des évolutions des monstres existants.
- Volcanoïde : ressemblants à des boules de lave froide sur quatre pattes et mesurant environ 2,5 mètres de haut, ils tirent des boules de feu, souvent par 3. Ils sont parfois protégés par un bouclier que seul le triplicata d'Ulrich peut détruire.
- Un insecte volant à trois pattes en triangle, quatre ailes rouge et un corps fin, avec une tête courbée ornée de l’œil de X.A.N.A.

Il en existe une variante de couleur bleue avec les mêmes capacités. Il peut aussi attaquer en chargeant quand il est au sol. Il est inattaquable lorsqu'il est en l'air; il faut l'attirer au sol avec la télékinésie de Yumi avant de pouvoir l'attaquer.
- Un monstre accroché sur les surfaces verticales ou horizontales. Ce monstre ne se déplace pas. Il joue un peu le rôle d'une pièce déposée stratégiquement, de sniper.
- Frelion et Kancrelat kamikazes : ces monstres, à l'inverse de leurs versions normales, sont noirs et ne tirent pas de laser, ils attaquent en chargeant sur les héros et en explosant contre eux.
- Mégatank :
  - 1re variante : Un Mégatank vert qui tire son laser sous la forme d'un cercle horizontal qui s'étend tout autour du monstre et qu'il faut esquiver en sautant.
  - 2e variante : Un Mégatank rouge à pointes qui roule dans tous les sens. Ce Mégatank ne peut attaquer qu'en chargeant et ne dispose pas de laser. Il n'a pas de point faible, il ne peut être détruit qu'en le jetant dans le vide en l'esquivant au dernier moment durant sa course.
- Krabe :
  - 1re variante : Un Krabe est de couleur jaune, beige. Il possède les mêmes capacités que son modèle excepté le fait qu'il génère une onde de choc dans le sol partant de ses pattes et qui ne peut être évitée qu'en sautant.
  - 2e variante : Un Krabe de couleur bleue pouvant tirer comme les Krabes classiques et qui peut attaquer en abattant ses pattes avant (qui se rapproche un peu de celles de la Tarentule aux pattes tranchantes (voir plus bas)) sur le sol. Il ne peut être vaincu qu'en étant propulsé dans la Mer Numérique grâce à la télékinésie de Yumi.
- Tarentule :
  - 1re variante : Une Tarentule avec des pattes tranchantes et en formes de lames qui leur servent d'armes au corps à corps. Elles ne savent attaquer que de cette manière.
  - 2e variante : Tarentule à champ de force : une nouvelle Tarentule dotée d'un champ de force qui les protège des attaques. Pour neutraliser ce champ, il faut utiliser une "garde parfaite" (appuyer sur la touche qui sert à parer les attaques au moment où le tir s'apprête à toucher le joueur) pour renvoyer les tirs.
- Blok :
  - 1re variante : Un Blok bleu comme s'il était gelé. Ce Blok attaque en projetant un rayon gelant. C'est la seule attaque dont il dispose.
  - 2e variante : Un Blok noir qui attaque en projetant un rayon laser continu.
- Rampant :
  - 1re variante : Un rampant à corne de couleur rouge rouille qui tire des lasers continus.
  - 2e variante : Un rampant de couleur grise recouvert d'un blindage spécial que seul le sabre d'Ulrich peut percer.

### Code Chimera
Créé par Jérémie, le code Chimera entré, comme le code Lyoko, dans la « tour principale » d'un Réplika permet de détruire ce dernier. Les Lyoko-guerriers se rendront rapidement compte que la destruction du Réplika ne fait pas disparaitre XANA du supercalculateur infecté qui reste alors sous son contrôle et le laisse aussi puissant, ils changeront alors de tactique et découvriront la translation pour se rendre sur Terre et détruire les supercalculateurs.

### Réplika Volcan
Comme son nom l'indique, ce Réplika a été conçu en s'inspirant des volcans et ne ressemble à aucun autre territoire de Lyoko. Il comporte des plates-formes noir striées de traits rouges semblables à de la lave refroidie. Il y a des cheminées de volcans dont s'échappent des "fuites de mémoire virtuelle" (obstacle présent sur Lyoko et tous les Réplikas) sous forme de jets de lave. Il y a de nombreux obstacles et des jets de lave.
Ce Réplika est très particulier. Il dispose, entre autres, d'une protection avancée contre les intrusions des Lyoko-guerriers ; un pare-feu puissant. Les héros s'en rendront compte lorsque le Skidbladnir se dérèglera complètement (Aelita perdant le contrôle et les communications momentanément) et s'écrasera (sans mal) lors de leur première incursion.
Chaque fois que les héros détruisent un Réplika avec le code Chiméra, le supercalculateur correspondant est réassigné au Réplika Volcan ; ce phénomène se manifeste dans la mer numérique lorsqu'une traînée d'énergie se déplaçant à très grande vitesse s'échappe du Réplika détruit et se dirige vers le Réplika Volcan. Chaque supercalculateur réassigné au Réplika Volcan augmente la puissance de ce dernier, les monstres générés par XANA sur le Réplika Volcan sont également plus puissants que sur les autres Réplikas ou sur Lyoko. De plus, selon Jérémie, la masse d'énergie résultant de la destruction d'un Réplika pourrait détruire le Skidbladnir.
Enfin, il y a un cratère sur le Réplika Volcan rempli d'un nombre incroyable de tours. Aelita affirme, en disant que c'est Franz Hopper qui lui en a parlé, qu'il s'agit du « Cœur de XANA » ; il semblerait également que ce soit le lieu de détention de William.